# NGC 5524
NGC 5524 је двојна звезда у сазвежђу Волар која се налази на NGC листи објеката дубоког неба.
Деклинација објекта је + 36° 22' 53" а ректасцензија 14h 13m 48,7s. Привидна величина (магнитуда) објекта NGC 5524 износи 12,2.